# Live and Let Die
"Live and Let Die" je úvodní skladba filmu Žít a nechat zemřít ze série filmů James Bond. Napsali ji Paul a Linda McCartney pro skupinu Wings. Je to jedna z jejich nejznámějších skladeb, přičemž dosáhla 2. místa v americkém žebříčku Billboard Hot 100 a 9. místa v britském žebříčku UK Singles Chart.
Mezi nejznámější coververze patří ta od americké hardrockové skupiny Guns N' Roses. Obě, originální verze i coververze od Guns N 'Roses, byly nominovány na cenu Grammy.

## Sestava
- Paul McCartney – zpěv, klavír
- Linda McCartney – doprovodný zpěv, klávesy
- Denny Laine – doprovodný zpěv, basová kytara
- Henry McCullough – sólová kytara
- Denny Seiwell – bicí
- George Martin – orchestrální aranžmá

## Verze Guns N 'Roses
Skladba "Live and Let Die" byla vydána jako druhý singl z alba Use Your Illusion I. Hudební video bylo natočeno v listopadu 1991 a ukazuje skupinu hrající na pódiu spolu s ukázkou starých obrázků. V americkém žebříčku Mainstream Rock Tracks obsadil 20. místo. V roce 1993 byla skladba nominována na cenu Grammy v kategorii Best Hard Rock Performance.

### Seznam skladeb
1. "Live and Let Die" – 2:59
2. "Live and Let Die" (live) – 3:37
3. "Shadow of Your Love" – 2:50

### Sestava
Guns N 'Roses
- Axl Rose – zpěv, klávesy
- Izzy – rytmická kytara, doprovodný zpěv
- Slash – sólová kytara
- Duff McKagan – basová kytara, doprovodný zpěv
- Dizzy Reed – klavír
- Matt Sorum – bicí

Dodatečný hudebníci
- Shannon Hoon – doprovodný zpěv
- Johann Langlo – syntezátor
- Jon Thautwein – lesní roh
- Matthew McKagan – lesní roh
- Rachel West – lesní roh
- Robert Clark – lesní roh